# Chet Atkins
Chester Burton Atkins (Luttrell, Tennessee, 20. lipnja 1924. – Nashville, Tennessee, 30. lipnja 2001.), poznatiji kao Chet Atkins, bio je vrsni američki gitarist i glazbeni producent, koji je stvorio (zajedno s Owen Bradleyem), slatkasti zvuk country glazbe i glazbeni stil poznat kao Nashville sound, koji se proširio po čitavoj Americi i svijetu te stekao puno obožavatelja.
Njegov eklektični način sviranja gitare, nastao je iz ugledanja na tadašnje velike gitariste Merle Travisa, Django Reinhardta, George Barnesa i Lesa Paula. Bio je cijenjen kao izuzetan gitarist, kako u Americi tako i po svijetu. Atkins je bio glazbeni producent mnogim poznatim glazbenicima svoga vremena poput; Perry Coma, Elvis Presleya, Eddya Arnolda, Dona Gibsona, Jima Reevesa, Jerryja Reeda, Skeeter Davis, Connie Smith, Waylona Jenningsa i mnogih drugih.
Za života dobio je mnoge nagrade, između ostalog 14 nagrada Grammy za razne glazbene uratke i jednog Grammya za životno djelo.

## Životopis

### Djetinstvo
Chet Atkins je odrastao u velikom siromaštvu, roditelji su mu se rastali, kad mu je bilo šest godina. Odrastao je sa samohranom majkom, dva brata i sestrom u Tennesseeju, u planinskom kraju (Clinch Mountains). Počeo je svirati vrlo mlad, prvo ukulele, zatim violinu, a s devet godina i gitaru. Zbog astme morao se preseliti kod oca u gradić Fortson, Georgia. Bio je boležljiv mladić kome je glazba i gitara bila sve.

### Rana glazbena karijera
Nakon što je odustao od srednje škole 1942., Atkins se zaposlio na radio stanici "WNOX" u Knoxvillu. Svirao je violinu i gitaru i pratio pjevača Billa Carlisla i komičara Archia Campbella. Istovremeno uz to svirao je i u "Dixieland Swingstersima", malom instrumentalnom swing sastavu radio stanice. Nakon tri godine preselio se na novi posao, na radio stanicu "WLW" u Cincinnatiju gdje je ranije radio njegov veliki uzor gitarist Merle Travis. Nakon šest mjeseci preselio se u Raleigh i radio s Johnnie i Jackom, a nakon toga otputovao je u Richmond, gdje je svirao sa Sunshine Sue Workmanom. Chet Atkins je bio sramežljiv i previše profinjen, pa su često mislili da on nije za country te je često dobivao otkaz.
Tako je čitav život vrlo često mijenjao posao i sastave, i to s velikom lakoćom. To si je mogao priuštiti, jer je izuzetno dobro svirao.
Potom je otišao u Chicago, na audiciju za gitarista u sastavu tadašnje country zvijezde, pjevača Red Foleya, koji je često nastupao u radijskom showu Grand Ole Opry. Atkins je nastupio prvi put u showu Grand Ole Opry 1946. godine i to kao član sastava "Red Foleya". Tada je snimio i svoj prvi singl za diskografsku kuću "Bullet Records" u Nashvilleu. Ploča Guitar Blues bila je prilično progresivna za to doba, jer je imala solo dionicu s klarinetom Dutcha McMillana i jednu dionicu Owena Bradleya na klaviru. Zatim se Atkins prihvatio posla na radio stanici "KWTO" u Springfieldu, no tu nije dugo ostao jer je unatoč potpori direktora Si Simana, smijenjen zato što su ostale kolege smatrale da nije dovoljno posvećen country glazbi.

### Rad u RCA Victor Records
Rad Atkinsa zapeo je za oko ljudima iz kuće "RCA Victor Records", još kad je njegov bivši direktor Si Siman iz Springfielda, rekao o njemu sve naljepše. Steve Sholes, umjetnički direktor za country glazbu u "RCA Victor Records", nije imao izbora, uzeo je Atkinsa.
Sholes je preuzeo mjesto direktora pop produkcije u RCA 1957., godine, a to je bio rezultat njegova uspjeha s Elvisom Presleyjem. On je Atkinsona postavio za direktora country produkcije u studiju RCA Nashville. Atkins je ubrzo približio zvuk country glazbe popu, i stvorio stil koji je uz pomoć medija postao poznat kao Nashville Sound. Time je radikalno povećao prodaju.
Chet Atkins je 1960-ih postao najuspješniji producent country glazbe u Nashvillu. Istovremeno u tom razdoblju izdao je brojne vlastite gramofonske ploče, uglavnom s instrumentalnom glazbom. Među njima se ističu nekoliko albuma koje je Atkins snimio u duetu s country zvijezdama kao što su Hank Snow, Jerry Reed i Merle Travis. Svoj prvi i najveći hit "Yakety Axe" izdao je 1965. godine. Bila je to adaptacija pjesme "Yakety Sax" prijatelja saksofonista Bootsa Randolpha. Tih godina Atkins je osvojio ukupno jedanaest Grammyja kao najbolji instrumentalist godine, uz brojne druge nagrade. George Harrison je jednom rekao da je u Liverpoolu iz njegova vremena samo jedan gitarista, - Colin Manley (iz sastava Remo Four) mogao odsvirati gitarističke solo dionice Cheta Atkinsa.
Nešto prije smrti njegova mentora Steva Sholesa 1968. godine, Atkins je postao potpredsjednik "RCA Victor Recordsa". Glazbeno se više orijentirao prema jazzu. Ranih 1970-ih, obnovio je suradnju s country duetom "Homer and Jethro". Pod imenom "Nashville String Band" izdali su nekoliko albuma. Još 1973. godine uvršten je u Country Music Hall of Fame. Početkom 1980-ih otišao je raditi u konkurensku izdavačku kuću "Columbia Records", jer je držao da ga tvrtka RCA sputava u njegovim jazz ambicijama, ali je i u novoj tvrtci nastavio snimati country albume. Tako je nastao album Neck And Neck iz 1990. kojeg je snimio zajedno s gitaristom Dire Straits, Mark Knopflerom.

### Gitare Chet Atkins tvrtke Gretsch
Pored rada kao producent i studijski glazbenik, Atkins je postao savjetnik i promotor tvrtke Gretsch, za izradu električnih gitara. Po njemu je nazvana čitava linija električnih gitara proizvođenih od 1955. – 1980. godine.
1955. Gretsch gitare s potpisom bile su:
- Chet Atkins Hollow Body (Gretsch- Nr. 6120)
- Chet Atkins Solid Body (Modell-Nr. 6121)

1958. linija je dopunjena modelima Tennessean (6119) i Country Gentleman (6122).
- Super Chet (7690 crvena/7691 smeđa)
- DeLuxe Chet (7680 crvena/7681 smeđa)

Posljedni modeli izašli su 1976.
- Atkins Super Axe(7680 crvena/7681 antracit crna) i
- Atkins Axe (7685 antracit crna/7686 crvena)

Chet Atkins je zbog pada kvalite 1979. prekinuo 25 godišnju suradnju s tvrtkom Gretsch.

## Diskografija
Chet Atkins objavio je u svojoj glazbenoj karijeri više od 100 albuma, a ovo je samo uži izbor.
- 1996. – Almost Alone
- 1996. – The Essential Chet Atkins
- 1994. – Read My Licks
- 1994. – The Day Finger Pickers Took Over The World (saTommy Emmanuelom)
- 1994. – Sneakin’ Around (s Jerry Reedom)
- 1994. – Simpatico (sa Suzy Bogguss)
- 1990. – Neck and Neck (s Mark Knopflerom)
- 1981. – Country—After All These Years
- 1980. – Reflections (saDoc Watson)
- 1979. – The Nashville String Band (s Homer and Jethro)
- 1979. – The First Nashville Guitar Quartet
- 1976. – Chester and Lester (s Les Paulom)
- 1975. – The Night Atlanta Burned
- 1974. – The Atkins-Travis Traveling Show
- 1972. – Me and Chet (saJerry Reed)
- 1972. – Finger Pickin’ Good
- 1972. – C. B. Atkins and C. E. Snow (s Hank Snowom)
- 1971. – Country Pickin’
- 1970. – Me and Jerry Reed (s Jerry Reedom)
- 1966. – Chet Atkins Picks on the Beatles
- 1955. – Chet Atkins in Three Dimensions
- 1953. – Chet Atkins’ Gallopin’ Guitar

## Vanjske poveznice
- Službene stranice Chet Atkinsa  Arhivirana inačica izvorne stranice od 13. listopada 2008. (Wayback Machine)
- Stranice kluba obožavatelja Chet Atkinsa  Arhivirana inačica izvorne stranice od 11. prosinca 2008. (Wayback Machine)